# Vlag van Tollebeek

Vlag van Tollebeek

De vlag van Tollebeek werd in 1982 door het Nederlandse dorp Tollebeek in gebruik genomen tijdens het 25-jarig bestaan. De vlag is ontworpen door Hendrik Fokkema. Centraal staat een hert, hierin uit zich de betrokkenheid met de jacht. Het blauw van het water symboliseert de Zuiderzee. De rode kleur geeft de daken van de huizen weer. Het gele vlak staat voor graan. Onderaan staat in gele tekst "TOLLEBEEK" weergegeven.
Bant
· Biddinghuizen
· Creil
· Ens
· Espel
· Luttelgeest
· Marknesse
· Nagele
· Rutten
· Tollebeek